# Lasgo
A Lasgo egy belgiumi dance trió.

## Tagok
- Jelle Van Dael – ének,
- Peter Luts – producer,
- Jeff Martens – producer.

## Történet
A Lasgo 2001-ben kezdte meg pályafutását a Something című dallal, amellyel szép sikereket értek el Európa szerte. Következő számuk az Alone volt, szintén 2001-ben – ismét taroltak a slágerlistákon ezzel a nótával is.
2002-ben jelent meg első albumuk Some Things címmel. A következő maxi már az első lemezről a Pray volt 2002-ben. 2003-ban jelentették meg a Surrender című dalt, ami hatalmas sikereket ért el. 2005-ben jelent meg második albumuk, amelyről az első dal az All Night Long volt. Majd Dave Beyerrel közös koprodukcióban jelent meg Who's That Girl? című szám. Szintén 2005-ben jelent meg az utolsó szám a Far Away albumról, ez volt a Lying. Ezután 3 éves szünet következett.
2008-ban tértek vissza teljesen új stílussal és énekesnővel. Evi Goffint (2008-ban vált ki) váltotta Jelle Van Dael. 2009-ben jelent meg a Smile című album amin már Jelle Van Dael közreműködik az első dal Out of My Mind volt majd ezt követte a Gone, a Lost és az Over You. 2010-ben jelent meg Tonight című maxi. 2011-ben Here With Me című dal.
Közben elkezdődtek a 4. album munkálatai, ami Jelle terhessége miatt szünetelt. 2012 májusában jelenik meg a Sky High, októberben ezt követi a Can't Stop.
2013 márciusában adják ki újra első daluk, a Something 2013-as változatát, amelyben már egy rapper is szerepet kap. Még ebben az évben jelenik meg a Feeling Alive. 2014-ben a Lasgo hivatalos Twitter oldalán teszik közzé hogy Jelle szólókarrierbe kezd de nem lép ki a Lasgoból. Szeptember 23-án jelenik meg a "Lie Machine" Jelle első szólódala.

## Diszkográfia

### Albumok
| Év   | Album       | BE | UK | DE |
| ---- | ----------- | -- | -- | -- |
| 2002 | Some Things | 11 | 30 | 82 |
| 2005 | Far Away    | 15 | -  | -  |
| 2009 | Smile       | 8  | -  | -  |

### Kislemezek
| Év   | Dal                                  | Helyezés | Helyezés | Helyezés | Helyezés | Helyezés | Helyezés | Helyezés | Helyezés | Helyezés | Minősítés                | Album       |
| Év   | Dal                                  | AUS      | AUT      | BEL      | FIN      | NED      | GER      | SUI      | UK       | U. S.    | Minősítés                | Album       |
| ---- | ------------------------------------ | -------- | -------- | -------- | -------- | -------- | -------- | -------- | -------- | -------- | ------------------------ | ----------- |
| 2001 | "Something"                          | 19       | 9        | 5        | —        | 7        | 8        | 59       | 4        | 35       | - GER: Gold - UK: Silver | Some Things |
| 2001 | "Alone"                              | 43       | 25       | 3        | —        | 46       | 22       | 89       | 7        | 83       |                          | Some Things |
| 2002 | "Pray"                               | —        | 43       | 11       | —        | 32       | 31       | —        | 17       | —        |                          | Some Things |
| 2004 | "Surrender"                          | —        | —        | 6        | 14       | —        | 43       | —        | 24       | —        |                          | Far Away    |
| 2005 | "All Night Long"                     | —        | —        | 8        | —        | 22       | 73       | —        | —        | —        |                          | Far Away    |
| 2005 | "Who's That Girl?" (with Dave Beyer) | —        | —        | 22       | —        | —        | 87       | —        | —        | —        |                          | Far Away    |
| 2005 | "Lying"                              | —        | —        | 16       | 5        | 45       | —        | —        | —        | —        |                          | Far Away    |
| 2008 | "Out of My Mind"                     | —        | —        | 7        | —        | 26       | —        | —        | —        | —        |                          | Smile       |
| 2009 | "Gone"                               | —        | —        | 5        | 13       | 17       | —        | —        | —        | —        |                          | Smile       |
| 2009 | "Lost"                               | —        | —        | 4        | —        | 38       | —        | —        | —        | —        |                          | Smile       |
| 2009 | "Over You"                           | —        | —        | 23       | —        | 76       | —        | —        | —        | —        |                          | Smile       |
| 2010 | "Tonight"                            | —        | —        | 29       | —        | —        | —        | —        | —        | —        |                          | TBA         |
| 2011 | "Here With Me"                       | —        | —        | 30       | —        | —        | —        | —        | —        | —        |                          | TBA         |
| 2012 | "Sky High"                           | —        | —        | 5        | —        | —        | —        | —        | —        | —        |                          | TBA         |
| 2012 | "Can't Stop"                         | —        | —        | 18       | —        | —        | —        | —        | —        | —        |                          | TBA         |